# I Was Gonna Cancel
Az I Was Gonna Cancel című dal az ausztrál énekesnő-dalszerző Kylie Minogue 2014. április 22-én megjelent kislemeze 12. Kiss Me Once című stúdióalbumáról. A dalt Pharell Williams amerikai művész írta, és készítette, akivel Los Angelesben, Kaliforniában ismerkedett meg. A dal 2014. május 11-én jelent meg az Egyesült Királyságban, majd egy nappal később az Egyesült Államokban. 
Zeneileg a dal diszkó és funk elemeket tartalmaz, ami hasonlóságokat mutat Williams korábbi munkáihoz, és a Daft Punkhoz. Szöveg szempontjából a dal Minogue azon elképzelésein alapult, hogy rossz napja van. Az "I Was Gonna Cancel" pozitív kritikákat kapott a zenekritikusoktól, sokan a lemez "érdekesebb" dalának ismerték el, és dicsérték Williams munkáját. 

## Előzmények
A The Abbey Road Sessions 2012-es megjelenése után Minogue megvált korábbi menedzserétől, Terry Blamey-től, és új szerződést írt alá Jay-Z lemezkiadójával, a Roc Nation-nal. Az új megállapodást követően Minogue 2013-ban folytatta munkáit a 12. stúdióalbumán, majd 2013 februárjában olyan hírek jelentek meg, hogy Minogue Sia énekesnővel dolgozott együtt. A Billboardnak adott interjúban Minogue kifejtette, hogy 2012-ben a Kylie 25 kampánya alatt epifániát élt át, és kijelentette, hogy "Úgy éreztem, hogy szükségem van egy új tájra, és ha már a földön a lábad, akkor el kell menni. Eddig nagyszerű volt a támogatás, de ez csak egy újabb része annak az új összevonásnak, amire vágytam, és ami megdöbbent".

## Összetétel
.

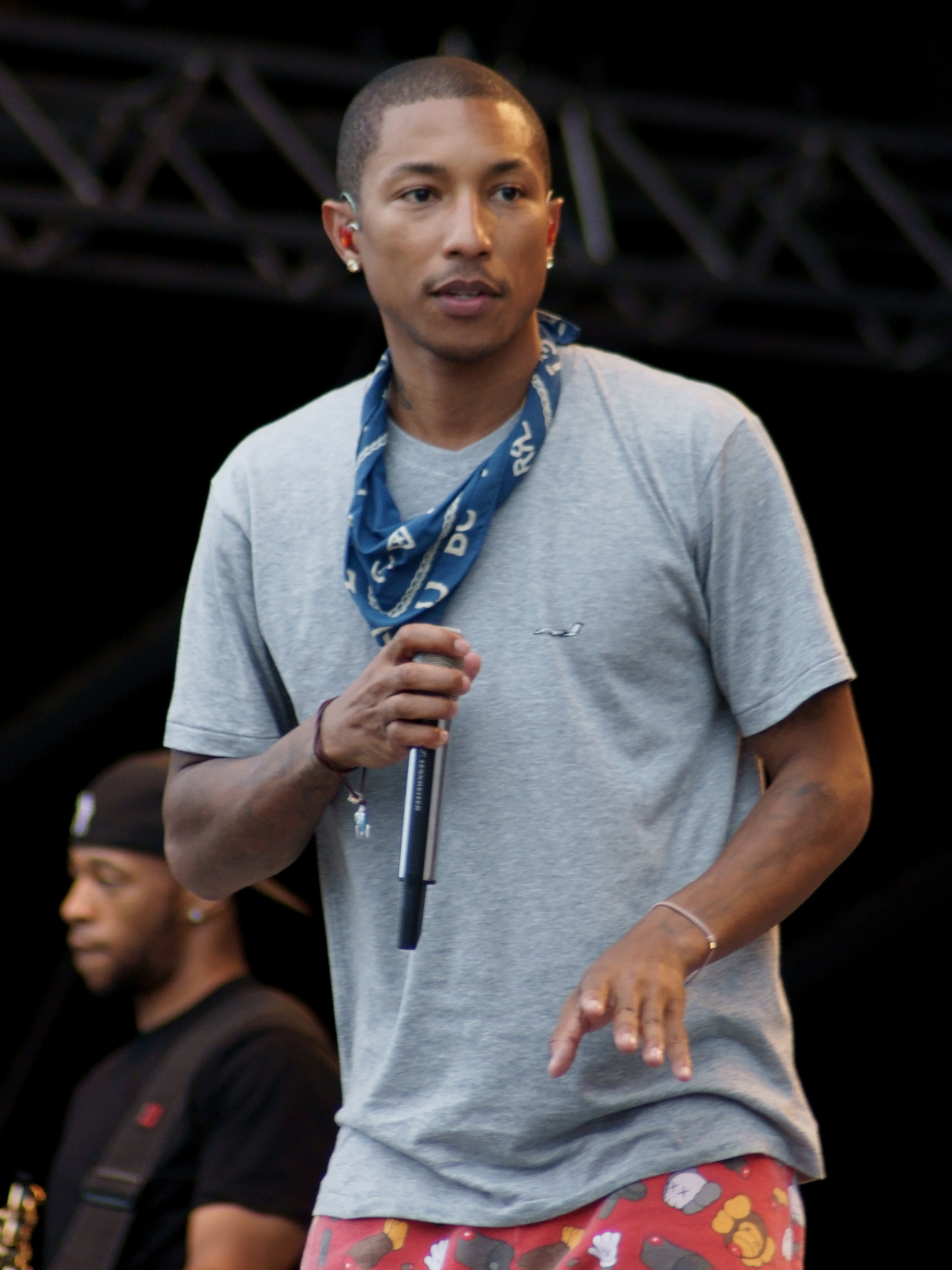
Az amerikai énekes Pharell Williams volt a dal írója és producere

A Kiss Me Once felvételi folyamata során a Roc Nation felvette a kapcsolatot Pharell Wiliams-szel, hogy Minogue-val közösen készítsenek egy dalt. Végül Minogue találkozott Wiliams-szel Los Angelesben, Kaliforniában, hogy zenét készítsenek. Minogue elmondása szerint elárulta, hogy csak két napja volt a dalkészítésre Williams-szel, és ezek az "I Was Gonna Cancel" és "The Winners" című dalok voltak, majd kijelentette, hogy az első napon, amikor találkoztak, sírni kezdett egy elsöprő nap miatt. A Stannard.co.uk-nak adott interjú során elmondta: 

"Ez egy valóra vált álom volt, mert régóta szerettem volna vele dolgozni. Két napot töltöttünk együtt, és két dalt is készítettünk, amelyből az egyik az albumomon van, és az I Was Gonna Cancel nevet viseli, mivel aznap nagyon rossz napom volt, így a második napomon szó szerint magamban beszéltem, és azt mondtam, maradjunk együtt, mert nekem ez egy nagyon fontos nap. Ezért írta azt, hogy "I Was Gonna Cancel" (Lemondom) mert nem volt kedvem elmenni, de muszáj volt.

Minogue egy későbbi interjúban így nyilatkozott a közös munkáról: "Két napot töltöttem a stúdióban Pharell-lel, amivel egy álom vált valóra. A második napon rossz napom volt, és azon gondolkodtam, hogy lemondom [...] A rossz napomat valammi elképesztővé változtatta azzal, hogy megírta a dalt...de nyűgös voltam, és nem énekeltem túl jól."

## Kompozíció
Zeneileg az "I Was Gonna Cancel" egy diszkó és R&B stílusú dal. Tim Sendra azt mondta a dalról, hogy "szívmelengető megerősítése annak, hogy milyen fantasztikus, ami úgy hangzik, mint a Daft Punkos "Get Lucky" című dal folytatása. Bem Cardew az NME-től a Daft Punk "Get Lucky" című dalához hasonlította szintén a dalt, és diszkósnak nevezte. Andy Gill úgy nyilatkozhott, hogy a dal tipikusan könnyed, habzó pop tananyag Pharell jellegzetes stílusába. Hangszóróval szórja el a staccato szintetizátor buborékait, amelyek egy Commodore 64 számítógép hangjára emlékeztetnek.

## Kritikák
Az "I Was Gonna Cancel" című dal a legtöbb zenekritikustól kedvező kritikát kapott. Tim Sendra (AllMusic) kiemelte a dalt, és elképesztően fülbemászónak nevezte. Brittay Spanos a Spin magazintól azt mondta, hogy a dal ismerős, de "felfrissítette a diszkóteret" ezzel a Pharell-dallal, néhány komoly "Get Lucky-s" hangzással, és a sikkes basszusvonalnak köszönhetően, mely a lüktető house ritmust támasztja alá. Kitty Empire a The Observertől úgy érezte, hogy a dal "tökéletesen illik" Minogue-hoz, és Williamst profinak nevezte a dalban, mivel a legjobbat hozta ki a szellős funk-pop dalból és Kylie könnyed diszkó énekéből.
Joe Muggs a Fact magazintól kevésbé volt lenyűgözve, és azt mondta, hogy az "I Was Gonna Cancel" a csapongó clavinet funkjával, Gloria Estefan árnyalatú dal, mely tele van fergetehes trance akkordokkal, és egyértelmű, hogy ez a dalt nem most vették le a "csapról". Ryan Lathan szintén kevésbé volt lenyűgözve, mondván: "Pharrelt azért vették fel, hogy felpörgesse a dalt, azonban Madonna "Hard Candy" című hat évvel ezelőtti munkája jobb ihletet kapott. A dal tartalmát is bírálta, mondván a "dal nem különösebben élvonalbeli, és az olyan lírai gyöngyszemek, mint a  "everything is clearer, than a mirror is to woman, just as safe as a dog is to man" csak  pótlékként szolgáltak. A musicOHM cimű kiadvány egyik kritikusa szerint a "hasonlóan mindenüt jelenlévő Pharell Williams jobban teljesítetett az "I Was Gonna Cancel" című dallal, mely könnyed fülbemászó dallamokkal rendelkezik, hiszen erre specializálódott. A Pop Reviewer kevésbé volt kedvező, és csupán két csillagos értékelést adott a dalnak, amely szerint "Nincs itt a klasszikus Kylie esszenciája, csak rengeteg érzelemmentes éneklés".

## Videoklip
Az "I Was Gonna Cancel" hivatalos videoklipjének megjelenése előtt Minogue kiadott egy dalszöveges videót, melyet több mint 570.000-n néztek meg a YouTubeon. 
A dalhoz tartozó klipet Dimitri Basil készítette, és Rafael Bonachela volt a koreográfus Melbourne-ben, miközben Minogue részt vett a 2014-es Logie Díjkiosztón. A klip május 17-én jelent meg a YouTube-on. Eredetileg az volt a terv, hogy sok embert bevonjanak a videóba, hogy táncolhassanak, és játszhassanak a dal közben. Ezért nem fizetek. Ez a médiapiacon vitákat váltott ki, kritizálva azt, hogy nem fizetnek a táncosoknak. Egyes jelentések szerint néhány táncosnak felajánlották a fizetést, miután a producereknek panaszkodtak a nemfizetés miatt. Bonachela végül azt mondta, hogy örül annak, hogy pénzt kapnak a táncosok, majd hozzátette: "Örülök, hogy megoldódtak a dolgok, és nagyszerű azt tudni, hogy az emberek megszólaltak, és beszéltek erről. A hibákat meg lehet oldani, mely egy nagyon pozitív dolog".
Minogue szerint a szinopszis a gyalogosok életéről szól, és arról, hogy milyen volt a napja, amikor felvette a dalt. "Ez egy absztrakt pillantás a gyalogosok életére, és arra, hogy mindannyian megpróbálunk túljutni és felülemelkedni a mindennapi kihívásokon. Bár a dal egy valós eseményről beszél. amely azon a napon történt, amikor Pharell-lel rögzítettem a dalt. A videónak van egy konceptuálisabb megközelítése, és szeretem, hogy ilyen szürreálisan néz ki"
A videoklipet több mint 3 millión tekintették meg Minogue hivatalos YouTube csatornáján 2020 novemberéig.

### Fogadtatás
A videóval kapcsolatos kritikai reakciók vegyesek voltak. Michael Wass az Idolatortól azt írta: "Kylie Minogue a populáris zene történetének legemlékezetesebb és leginnovatívabb videóit készítette el, azonban az "I Was Gonna Cancel" nem tartozik ezek közé. Mandi Salerno a PopCrush-tól azt mondta "egyszerű koncepció, bár a dal nem egy "Sexercize" volt, ami napon érdekes, és átgondolt volt, funky-ként utalva a koncepcióra". Daniel Welsh a The Huffingon Posttól azonban kevésbé volt pozitív, mivel úgy vélte, hogy bár a dal vonzó volt, szerinte Minogue nem tűnik ki a tömegből a klipben.

## Élő előadások
2014 áprilisában Minogue előadta az "I Was Gonna Cancel"-t a 2014-es Logie Awards díjkiosztón. 2014 májuásban a dal a The Voice of Italy-ban hangzott el. A dal a The Voice-ban is előadta a dalt az Into the Blue, All the Lovers és a Can’t Get You Out of My Head című dalokkal együtt 2014 áprilisában.

## A dal más médiában
Az "I Was Gonna Cancel" a RuPaul’s Drag Race Szupersztárok 7. éveadában szerepelt, ahol Jasmine Masters és Kennedy Davenport versenyzők közötti ajak-szinkron csatában. Ami azt eredményezte, hogy Masters kiesett a versenyből.

## Kereskedelmi sikerek
Az Egyesült Királyságban a dal az 59. helyen debütált, és 3989 példányban kelt el. A következő héten a dal kiesett a Top 100-ból. A dal Minogue egyik legalacsonyabb teljesítménye volt a Put Your Hands Up (If You Feel Love) és a Flower óta. A Belga Vallónia listán a dal a 41. helyen debütált majd végül a 25. helyen érte el a csúcsot. Az Egyesült Államokban a dal a Hot Dance Club Songs 5. helyén végzett.

## Formátum és számlista
CD Single
1. "I Was Gonna Cancel" – 3:33
2. "I Was Gonna Cancel (The Presets Remix)" – 5:43

## Remixek
| Moto Blanco Mixes - "I Was Gonna Cancel (Moto Blanco Club Mix)" – 6:25 - "I Was Gonna Cancel (Moto Blanco Radio Remix)" – 3:22 - "I Was Gonna Cancel (Moto Blanco Dub)" – 6:25 The Presets Mixes - "I Was Gonna Cancel (The Presets Remix)" – 5:43 - "I Was Gonna Cancel (The Presets Instrumental)" – 5:43 KDA Mix - "I Was Gonna Cancel (KDA Remix)" – 7:05 | Maze & Masters Mix - "I Was Gonna Cancel (Maze & Masters Remix)" – 6:01 Rene Amesz Mix - "I Was Gonna Cancel (Rene Amesz Remix)" – 5:31 Steph Seroussi Mix - "I Was Gonna Cancel (Steph Seroussi Family Remix)" – 3:32 Guy Scheiman Mix - "I Was Gonna Cancel (Guy Scheiman Remix)" – 7:38 |

## Slágerlista
| Slágerlista (2014)                    | Legjobb helyezések |
| ------------------------------------- | ------------------ |
| Belgium (Ultratip Wallonia)           | 25                 |
| Skócia (Scottish Singles Top 40)      | 84                 |
| Egyesült Királyság (UK Singles Chart) | 59                 |
| US Hot Dance Club Songs (Billboard)   | 5                  |

## Megjelenések
| Ország             | Dátum             | Formátum                      | Label                    |
| ------------------ | ----------------- | ----------------------------- | ------------------------ |
| Ausztrália         | 2014. április 22. | Digitális letöltés            | Warner Music Australasia |
| Új-Zéland          | 2014. április 22. | Digitális letöltés            | Warner Music Australasia |
| Olaszország        | 2014. május 5.    | Contemporary hit radio        | Warner Music             |
| Egyesült Királyság | 2014. május 9.    | Digitális letöltés (Remix EP) | Parlophone               |
| Egyesült Államok   | 2014. május 9.    | Digitális letöltés (Remix EP) | Warner Bros.             |
| Ausztrália         | 2014. május 16.   | Digitális letöltés (Remix EP) | Warner Music Australasia |